# ヒストリオニコトキシン

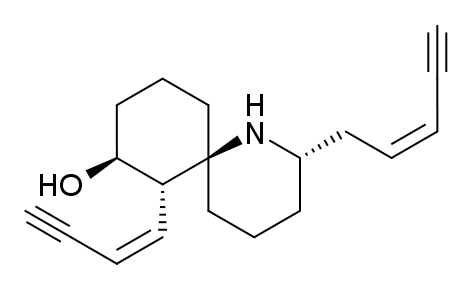
ヒストリオニコトキシン283A

ヒストリオニコトキシンD (ゲフィロトキシン)

ヒストリオニコトキシン（英: histrionicotoxin、略称: HTX）は、コロンビア原産のOophaga histrionicaをはじめとするヤドクガエル科（Dendrobatidae）の有毒なカエルの皮膚に存在する関連毒素の総称である。有毒カエルの他のアルカロイドと同様、ヒストリオニコトキシンはカエルの体内で生成されたものではなく、餌となる昆虫から取り込まれ、皮膚の腺に貯蔵されたものだと考えられている。有毒カエルの他のアルカロイドに比較して毒性は著しく低いが、その独特の構造によりニコチン性アセチルコリン受容体を非競合的に阻害することで神経毒として作用する。

## 歴史History
ヒストリオニコトキシンの最初の記録は、Captain Charles Stuart Cochraneによる1823年のものである。Cochraneはコロンビアとパナマ周辺の熱帯雨林を探検していた。彼の報告書には、狩猟や戦争に毒が塗られた矢や吹き矢を用いていたインディアンの部族について書かれている。Cochraneはさらなる調査によって、これらの部族が後にDendrobates histrionicusと呼ばれることとなるヤドクガエルの皮膚から毒を抽出していることを突き止めた。彼の日記にはこう書かれている。
"[...] called rana de veneno by the Spanish, about three inches long, yellow on the back, with very large black eyes... those who use poison catch the frogs in the woods and confine them in a hollow cane where they regularly feed them until they want the poison, when they take the unfortunate reptile and pass a pointed piece of wood down his throat and out of one of his legs. This torture makes the poor frog perspire very much, especially on the back, which becomes covered in a white froth; this is the most powerful poison that he yields, and in this they dip or roll the tips of their arrows, which will preserve their destructive power for a year. Afterwards, below this white substance, appears a yellow oil, which is carefully scraped off, and retains its deadly influence for four to six months, according to the goodness (as they say) of the frog. By this means, from one frog sufficient poison is obtained for about fifty arrows."
（[...] スペイン人にはrana de veneno と呼ばれており、体長は約3インチで背中は黄色く、非常に大きな黒い目を持つ。... 毒を使う者は、森でカエルを捕まえて中空の杖の中に閉じ込め、必要な時まで定期的に餌を与える。毒が必要になると、彼らは不運なカエルを手に取って先の尖った木片を喉に通し、片方の足から出す。この拷問により、哀れなカエルは大量の汗をかき、特に背中は白い泡で覆われる。これはカエルが出す最も強力な毒であり、彼らはこれに矢の先端を浸したり巻きつけたりする。その破壊的な力は1年間持続する。その後、この白い物質の下に黄色い油が現れ、これを注意深く削り取ることで、カエルの（彼らが言うところの）善し悪しに応じて、4～6ヶ月間その殺傷力を保つことができる。このようにして、1匹のカエルから約50本の矢に十分な毒が得られる。）

## 化学的性質
ヒストリオニコトキシンは特定の毒物を指すのではなく分類であり、その幅広さが合成上の課題となっている。ヒストリオニコトキシンの構造は1971年に特徴づけられた。それ以来、いくつかの合成研究や全合成が行われてきた。Table 1は、ヒストリオニコトキシンの多くのバリエーションの一部を示している。

## 作用機序
HTXは、神経シグナル伝達に関与するニコチン性アセチルコリン受容体に対して、非競合アンタゴニストとして作用する。ニコチン性アセチルコリン受容体のサブユニットへのHTXの結合は、アゴニストであるアセチルコリンに対する親和性を増加させ、脱感作状態の受容体を安定化する。これによって活動電位が遮断され、神経機能が低下する。HTXはテトラカインなど多くの局所麻酔薬や、受容体の他の芳香族アミン非競合アンタゴニストと競合的に結合することが示されており、これらの化合物は共通した結合部位を持っている可能性が高い。この部位はニコチン性アセチルコリン受容体の膜貫通ドメインの外部に位置しているが、その正確な相互作用様式は未同定である。HTXは、ニコチン性アセチルコリン受容体の他の非競合アンタゴニストと結合部位を共有しているが、脱感作状態の受容体に対する親和性はフェンシクリジンよりも相対的に高いことが示されており、その結合の性質にはまだ解明されていない細かな点が存在することが示唆されている。さらに、HTXの終板電位への影響に関する研究では、この化合物は膜電位の伝播を妨げるが、膜の過分極に伴って出現する特性であることが示されている。HTXの結合は迅速で可逆的であるため、繰り返し洗浄することで、あるいはin vivoでは自然に体外へ拡散することで、影響を受けた部位から容易に取り除くことができる。高濃度のHTXはバトラコトキシンに拮抗する効果があることが実証されている。

### 毒性
ヒストリオニコトキシンは、ヤドクガエルの他のアルカロイドと比較して毒性が低い。予備的な実験では、マウスは5 mg/kgのヒストリオニコトキシン283Aを投与されても、3時間以内に回復し、影響が残らないことが示されている。